# تنل بير
تنل بير (بالإنجليزية: TunnelBear)‏ (ويُعرف أيضًا باسم تنل بير في بي إن) هي شبكة خاصة افتراضية مقرها تورنتو، كندا. أسس الشركة دانيل كالدور وريان دوشوك في 2011. في مارس 2018، اقتنت على تنل بير شركة إنتل سكيوريتي.

## الخصائص
هناك برمجية مجانية من تنل بير متاحة على نظام أندرويد ومايكروسوفت ويندوز، وماك أو إس. هناك أيضًا إضافة متصفح لكل من جوجل كروم وأوبرا. يمكن أيضًا لتوزيعة لينكس أن تُهيأ لتستخدم تنل بير.
مثل خدمات الشبكة الخاصة الافتراضية الأخرى، لتنل بير القدرة على تخطي الرقابة على الإنترنت في معظم الدول.
يستخدم كل العملاء معيار التشفير المتقدم باستثناء عملاء آي أو إس 8 وما قبله. عندما يعمل تنل بير، يكون عنوان بروتوكول الإنترنت للعميل غير مرئي للمواقع التي يزورها. بدلا من ذلك، لا تتمكن المواقع و/أو الحواسيب من تعقب عنوان بروتوكول الإنترنت الذي يقدمه تنل بير.
يقدم تنل بير أيضًا خدمة خاصة للشركات هي «تنل بير للشركات».

## الأسعار
تنل بير متاح بنسخة مجانية ونسخة مدفوعة. تقدم النسخة التجريبية 500 ميغابايت من بيانات الشبكة الخاصة الافتراضية في الشهر قبل أن تنقطع الخدمة عن العميل أو يشترك في الخدمة ليستخدم بيانات غير محدودة.

## روابط خارجية
- الموقع الرسمي